# Johann Henrich Stoecker
Johann Henrich Stoecker (* 19. Dezember 1745 in Dehausen; † 8. Mai 1822 ebenda) war ein deutscher Gutsbesitzer, Richter und Politiker.

## Leben
Stoecker war der Sohn von Bernhard Stoecker (* 1698 in Ammenhausen; begraben 17. März 1776 in Dehausen). Er war evangelisch und heiratete am 18. November 1772 in Dehausen Maria Wilhelmine Neumeier (getauft 24. November 1754 in Dehausen; † 10. Februar 1818 ebenda), die Tochter des Johann Heinrich Neumeier und der Marie Elisabeth Funke.
Stoecker lebte als Gutsbesitzer in Dehausen. 1811 wurde er als Besitzer des Kugelbergischen Lehens genannt. Von 1782 bis 1822 war er Richter von Dehausen. Im Jahr 1816 war er gewählter Dehäuser Kürgenosse. Vom 2. Juli 1817 bis zu seinem Tod am 8. Mai 1822 war er Mitglied des Landstandes des Fürstentums Waldeck. Er wurde für den Bauernstand im Oberjustizamt der Diemel gewählt.